# Доналд Мартін (хокеїст на траві)
Доналд Мартін (англ. Don Martin, 8 лютого 1940) — австралійський хокеїст на траві.
Срібний призер Олімпійських Ігор 1968 року, бронзовий призер 1964 року.